# Lidödem

Lidödem

Ein Lidödem ist ein Ödem am Augenlid. Es ist der medizinische Fachbegriff für das, was man umgangssprachlich unter „geschwollene Augen“ versteht. Lidödeme sind Symptom der endokrinen Orbitopathie und können mithilfe der LEMO-Klassifikation eingeordnet werden.
Eine Unterteilung des Lidödems in folgende Gruppen ist möglich:
- Allergisches Lidödem
- Nichtallergisches Lidödem
  - Fortgeleitetes Ödem (Kollateralödem)
  - Lidödem bei Blepharochalasis
  - Melkersson-Rosenthal-Syndrom
  - Morgendliches Lidödem

Lidödeme sind nicht dauerhaft chirurgisch zu behandeln.